# Hippolyte Perras
Pour les articles homonymes, voir Perras.
Hippolyte Perras est un homme politique français né le 9 avril 1804 à Régny (Loire) et décédé le 9 mars 1870 à Paris.
Avocat à Lyon, il est conseiller de préfecture en 1838. Révoqué en 1848, il se rallie au Second Empire. Il est député du Rhône de 1863 à 1870, siégeant dans la majorité.

## Sources
- « Hippolyte Perras », dans Adolphe Robert et Gaston Cougny, Dictionnaire des parlementaires français, Edgar Bourloton, 1889-1891 [détail de l’édition]